# Leonid Trauberg
Leonid Zajárovich Trauberg (Odesa, Imperio Ruso, 17 de enero de 1902 - Moscú, Unión Soviética, 14 de noviembre de 1990) fue un guionista y director de cine soviético. Su carrera cinematográfica se desarrolló entre 1924 y 1961. Dirigió diecisiete películas (las anteriores a 1947 en colaboración con Grigori Kózintsev). Tuvo mucho prestigio y ganó el Premio Stalin en 1941. 

## Filmografía
- 1924: Las aventuras de Oktyabrina (Похождения Октябрины). Codirigida con Kózintsev, no se conoce actualmente ninguna copia de esta película muda. El almacén del estudio cinematográfico donde se conservaban sufrió un incendio en 1925 en el que desaparecieron numerosas obras.
- 1925: Mishki contra Yudénich (Мишки против Юденича). Película muda codirigida con Kózintsev. No se conoce ninguna copia de este film, por lo que se le supone perdido. Trataba sobre las aventuras de un niño (Mishka) y su oso en el cuartel del general Yudénich, durante la Guerra Civil Rusa.
- 1926: La rueda del diablo (Чёртово колесо). Codirigida con Kózintsev.
- 1926: El capote (Шинель). Codirigida con Kózintsev. Basada en sendos cuentos petersburgueses de Nikolái Gógol: «El capote» y «La perspectiva Nevski».
- 1927: S.V.D. (С.В.Д.). Codirigida con Kózintsev, está ambientada durante la Revuelta decembrista.
- 1927:Hermano menor (Братишка). Película muda codirigida con Kózintsev. No se conoce ninguna copia de este film, por lo que se le supone perdido.
- 1929:La Nueva Babilonia[2] (Новый Вавилон). Película muda codirigida con Kózintsev. Cuenta el trágico destino de dos amantes separados por las barricadas de la Comuna de París. El compositor Dmitri Shostakóvich compuso su primera banda sonora para esta película.
- 1931: Odná[3] (Одна). Codirigida con Kózintsev.
- 1934: (Юность Максима)
- 1937: (Возвращение Максима)
- 1938: (Выборгская сторона)
- 1943: (Юный Фриц)
- 1943: (Актриса)
- 1946: (Простые люди)
- 1958: (Шли солдаты
- 1960: (Мертвые души
- 1961: (Вольный ветер). Codirigida con Andréi Tutyshkin